# Em Bebbi sy Jazz
Em Bebbi sy Jazz (Dem Bebbi sein Jazz, Bebbi ist der Spitzname für die Basler) ist ein seit 1984 jährlich im August stattfindendes eintägiges Jazzfest in Basel. Mit 50.000 bis 70.000 Besuchern zählt es zu den grössten Jazzanlässen in der Schweiz.
1984 spielten bei Em Bebbi sy Jazz 16 Gruppen an acht Spielorten rund um das Hotel Basel. Inzwischen ist der Anlass auf mehr als 70 Bands angewachsen, die an etwa 30 Spielorten von 18 Uhr an etwa sieben Stunden lang auftreten. Ein Grossteil der Formationen ist aus der Region, die eine Hochburg des Jazz in der Schweiz ist; aber auch Gruppen aus dem europäischen Ausland und aus Übersee sind vertreten. Dabei sind unterschiedliche Genres vertreten: Ragtime, Dixie, Bebop, Blues, Funk, Latin, Swing, eine Bigband auf der Marktplatzbühne am Rathaus, Gospelchöre in der Kirche, Jazzrock- und Streetbands auf öffentlichen Plätzen und Gassen und Kleinstgruppen in Lokalen und Innenhöfen. Das Treiben spielt sich innerhalb eines Gebietes von 600 auf 250 Metern ab, mit dem Zentrum am und um den Spalenberg, einem Kernbereich der Grossbasler Altstadt. Für die gesamte Veranstaltung wird kein Eintritt verlangt; sie finanziert sich durch Sponsoren, Gönner und Beiträge der beteiligten Gastronomie. Die Organisation erfolgt bis heute ehrenamtlich. 2013 gab Ernst Mutschler die Leitung des Festivals ab.
Am Tag nach Em Bebbi sy Jazz hat sich ein weiterer, kleiner Jazzanlass etabliert, die von der Bürgergemeinde mitorganisierte Benefizveranstaltung Em Bebbi sy Burgergmaind zugunsten einer sozialen Einrichtung.